# Hungría en los Juegos Olímpicos de Atenas 1896
Hungría estuvo representada en los Juegos Olímpicos de Atenas 1896 por un total de 7 deportistas que compitieron en 6 deportes.  

## Medallistas
El equipo olímpico húngaro obtuvo las siguientes medallas:
| Nombre              | Deporte   | Competición    |
| ------------------- | --------- | -------------- |
| Oro                 |           |                |
| Alfréd Hajós        | Natación  | 100 m libre M  |
| Alfréd Hajós        | Natación  | 1200 m libre M |
| Plata               |           |                |
| Nándor Dáni         | Atletismo | 800 m M        |
| Bronce              |           |                |
| Alajos Szokolyi     | Atletismo | 100 m M        |
| Gyula Kellner       | Atletismo | Maratón M      |
| Momcsilló Tapavicza | Tenis     | Individual M   |